# Młyn we Fryszerce (powiat opoczyński)
Młyn we Fryszerce (także Młyn "Fryszerka") – młyn wodny nad Cetenką wybudowany w 1919 r. w osadzie Fryszerka (obecnie część wsi Anielin), w powiecie opoczyńskim, w województwie łódzkim.

## Historia miejsca
Na przełomie XIX i XX w. wybudowano młyn wodny tuż przy szosie, jako budynek parterowy, drewniany, z dachem dwuspadowym krytym słomą i trzciną. Budynek uległ zniszczeniu w 1917 r.

## Obecny młyn
W miejscu po zniszczonym młynie wybudowano w 1919 r. nowy młyn: budynek drewniany, jednopiętrowy, z dachem dwuspadowym, krytym papą, usytuowany częściowo na palach nad wodą, a częściowo na betonowym fundamencie. W okresie międzywojennym zainstalowano parę walców w miejsce funkcjonujących dotąd kamieni francuskich. W 1943 zainstalowano turbinę wodną. W 1970 r. był wciąż czynny.
W 2025 r. budynek jest użytkowany jako obiekt gastronomiczny.